# Gewone grasmot
De gewone grasmot (Chrysoteuchia culmella) is een vlinder uit de familie van de grasmotten (Crambidae).
De spanwijdte bedraagt tussen de 18 en 24 millimeter.
Verschillende grassoorten worden als waardplant gebruikt door de rups.
De vliegtijd voor deze in Nederland en België algemeen voorkomende vlinder is juni en juli.